# Нехалкидонско хришћанство
Нехалкидонско хришћанство, чији су сљедбеници познати као нехалкидонци, антихалкидонци или дохалкидонци, правац је хришћанства који слиједе Древноисточне (оријенталне) цркве, чија се појава везује са одбацивањем исхода Халкидонског сабора и христолошких спорова 5. вијека. Тренутно међу нехалкидоните спадају сљедбеници Етиопске, Коптске, Сиријске, Јерменске апостолске, Киликијског католикосата Јерменске, Еритрејске и Маланкарске цркве. Број присталица нехалкидонских цркава у свијету се процјењује на 60 милиона.

## Терминологија
У савременим екуменским круговима израз „монофизити” (грч. μονοφυσίτης; често се користи за представнике нехалкидонских цркава) сматра се увредљивим и умјесто ње се користи ријеч „миафизити” (грч. μια-φυσίτης), пошто су древноисточне цркве одбациле Евтихијеву јерес. Заговорници дијалога са нехалкидонцима преферирају израз „миафизит”, нарочито се Александријска патријаршија успротивила употреби израза „монофизит” у односу на Коптску цркву. Један број савремених истраживача користи израз „монофизитство” искључиво за крајње учење Евтихија, који је одбацио људску природу Христа. Међутим, у научној и богословској литератури и даље се брани гледиште о исправности називања нехалкидонита „монофизитима”.
Нехалкидонски богослови тврде да је израз „монифизит” полемичан и да су у својој суштини христологије „миафизити”. Маланкарски богослов В. Ч. Самуел о питању именовању нехалкидонита као монофизита је написао:
Током V—VII вијека израз „монофизити” није коришћен, али су га касније самостално увеле халкидонске цркве с циљем полемике. Међутим, што се тиче спора о двије или једној природи, треба напоменути да је разлика између μονος [једне] и μια  [једине] незнатна. „Монофизитство” предлаже разликовање само једне природе. Μία φύσις се односи на „једину природу”. Такође је неопходно запамтити да су нехалкидонци имали четири израза: „из двије природе”, „ипостасно јединство”, „једина природа оваплоћеног Бога Ријечи” и „једина сложена природа”. У ствари, израза „монофизит” је скован тако што је израз „једина природа оваплоћеног Бога Ријечи” отргнуо од свега осталог и замијенио ријеч μια са μονος у њој — нешто с чим је нехалкидонска православна Црква била потпуно несагласна.
Руски историчар Е. А. Заболотни је у својој студији примјећује да упркос полемичној и пристрасној природи израза „монофизити”, израз „миафизити” се уопште не појављује у изворима периода христолошких спорова и да је нетачан са становишта грчке творбе ријечи. Имајући у виду овог, Заболотни примјећује да је најисправнији назив за „различите нехалкидонске правце” израз „антихалкидонци”. У току развоја екументских контаката, у оквиру богословског дијалога, представници нехалкидонских црквених структура називају се и „дохалкидонским црквама”, „источним православљем” или „оријенталним црквама”. Нехалкидонци сиријске традиције називају се и „западни Сиријци” или „јаковити”, по оснивачу нехалкидонске црквене јерархије у Антиохијској цркви — Јакову Барадеју.